# Łysostopek pospolity

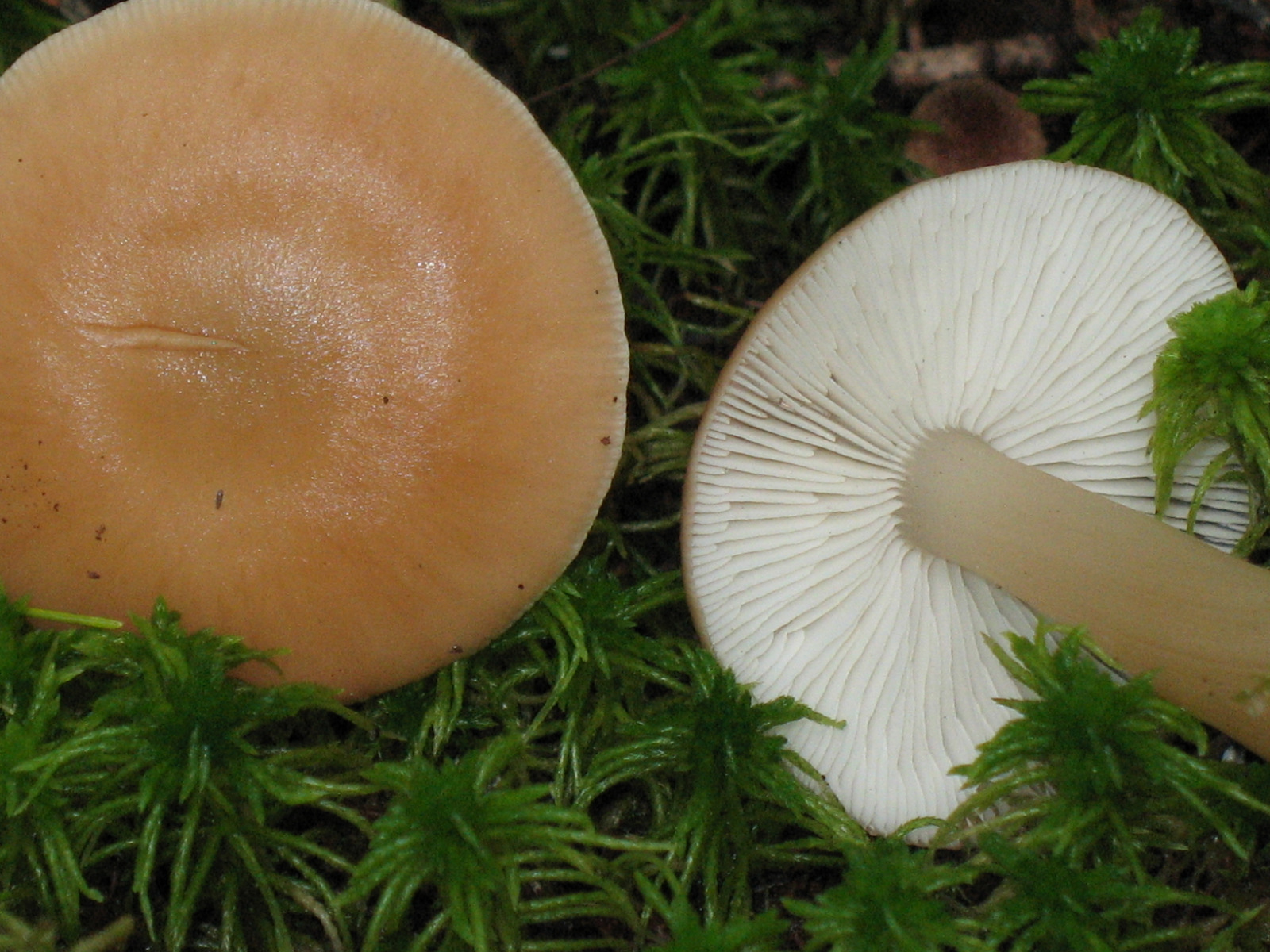

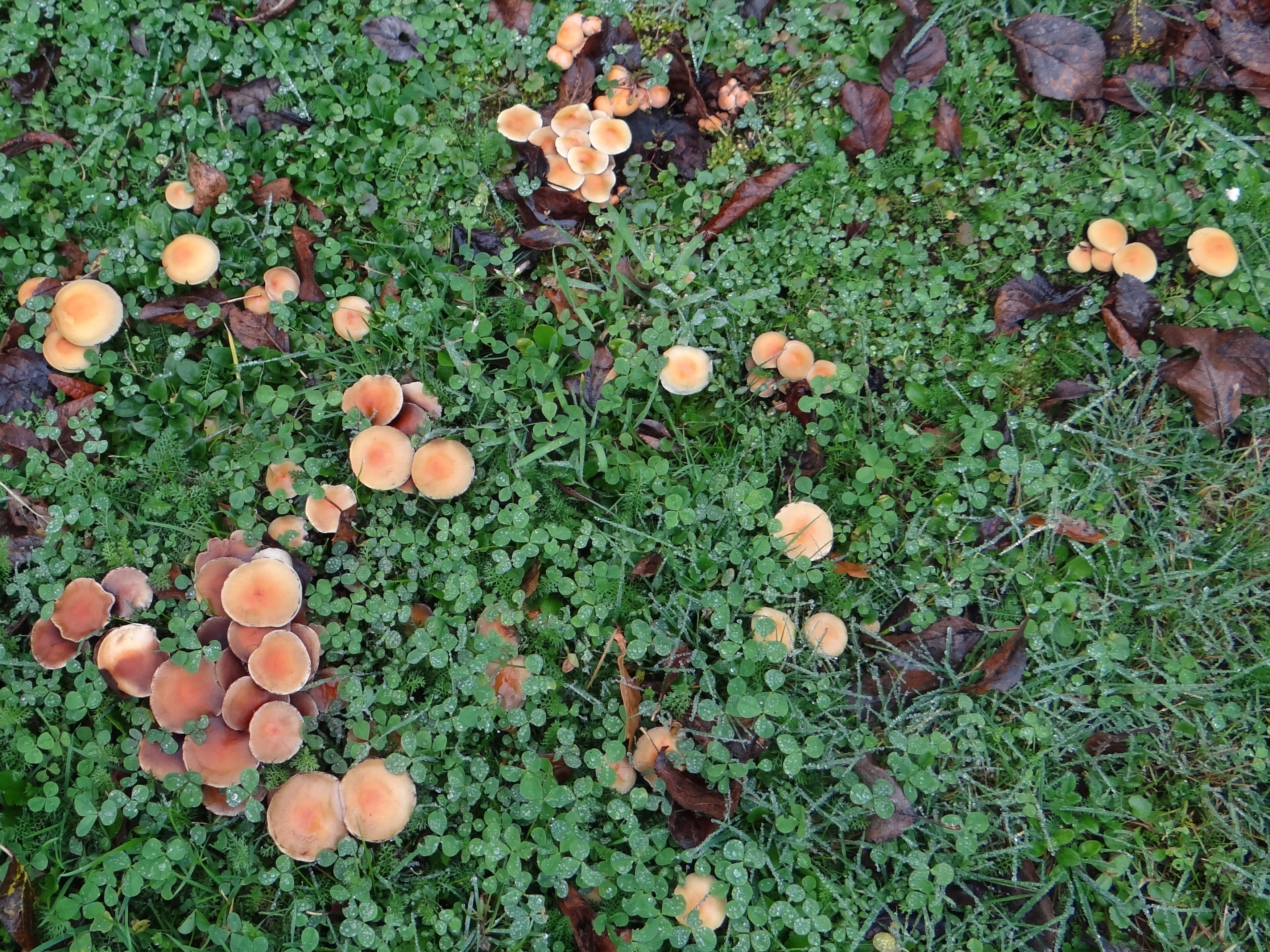

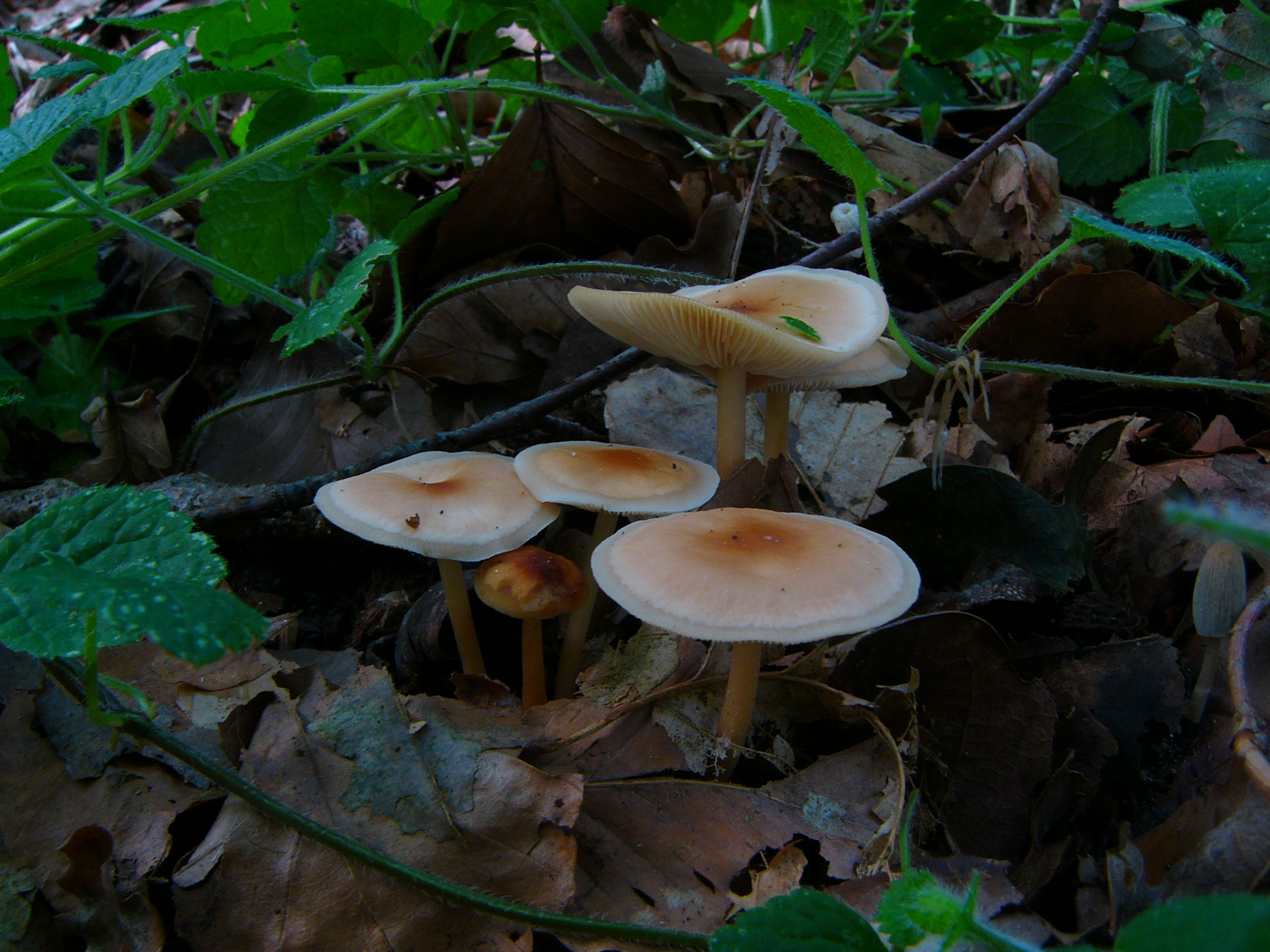

Łysostopek pospolity (Gymnopus dryophilus (Bull.) Murrill) – gatunek grzybów należący do rodziny twardzioszkowatych Omphalotaceae.

## Systematyka i nazewnictwo
Pozycja w klasyfikacji według Index Fungorum: Gymnopus, Omphalotaceae, Agaricales, Agaricomycetidae, Agaricomycetes, Agaricomycotina, Basidiomycota, Fungi.
Po raz pierwszy opisał go w 1790 r. Jean Baptiste François Pierre Bulliard, nadając mu nazwę Agaricus dryophilus. Obecną, uznaną przez Index Fungorum nazwę, nadał mu w 1916 r. William Alphonso Murrill, przenosząc go do rodzaju Gymnopus. Niektóre synonimy:

- Agaricus dryophilus Bull. 1790
- Collybia dryophila (Bull.) P. Kumm. 1871
- Collybia dryophila var. alvearis Cooke 1908
- Collybia dryophila var. aurata Quél. 1886
- Collybia dryophila var. oedipoides Singer 1947
- Marasmius dryophilus (Bull.) P. Karst. 18892
- Omphalia dryophilus (Bull.) Gray 1821

Polską nazwę podał Władysław Wojewoda w 2003 r. W polskim piśmiennictwie mykologicznym gatunek ten opisywany był wcześniej pod nazwami: bedłka opieńka sosnowa, pieniążek dębowy, pieniążek pospolity.

## Morfologia
Kapelusz
O średnicy 1,5–6 cm, gładki i nagi. Kolor jasnoochrowy, czerwonawożółty, żółtobrązowawy do czerwonobrązowego. Jest higrofaniczny; po deszczach bladobrązowy, podczas suszy bladokremowy i ciemniejszy w środkowej części. Za młodu dzwonkowaty potem płaski. Brzeg przeważnie nieżłobkowany, jedynie u starszych okazów faliście powyginany.
Blaszki
Blaszki bardzo gęste, cienkie i kruche, początkowo białe, później ochrowokremowe.
Trzon
Wysokość 3–6 cm, grubość 2–4 mm, cylindryczny, rurkowato dęty, kruchy. Powierzchnia gładka i naga, kolor ochrowobrązowy (podobnie zabarwiony jak kapelusz). Podstawa opleciona nitkami grzybni. Podczas zbierania często wyciąga się przyczepione delikatne sznury grzybni, białe do żółtawych.
Miąższ
Cienki, białawy i wodnisty. Smak nieznaczny, zapach niewyraźny.
Wysyp zarodników biały.
Cechy mikroskopowe
Zarodniki o średnicy 5–6,5 × 2,5–3,5 µm, elipsoidalne, gładkie, bezbarwne, nieamyloidalne. Pleurocystyd brak, cheilocystydy zgrubiałe, maczugowate, cylindryczne lub nieregularne, często rozgałęzione. Mają rozmiar 15–20 × 2–6 µm. Strzępki skórki rozgałęzione i splątane. Mają grubość 2–13 µm.
Gatunki podobne
- Twardzioszek przydrożny (Marasmius oreades) ma elastyczny trzon, rzadkie blaszki i rośnie na łąkach i pastwiskach[5].
- Łysostopek niemiły (Gymnopus hariolorum) ma zapach zgniłej kapusty i filcowato-szczeciniastą grzybnię u nasady trzony[7]
- Łysostopek wodnisty (Gymnopus aquosus) ma jaśniejszy kapelusz i zgrubiały trzon u podstawy[5]

## Występowanie i siedlisko
Jest szeroko rozprzestrzeniony na całej półkuli północnej. W Europie Środkowej jest pospolity. W Polsce jest bardzo pospolity.
Naziemny grzyb saprotroficzny. Owocniki pojawiają się od maja do grudnia w lasach iglastych i liściastych, na łąkach leśnych, w parkach, sadach i ogrodach. Łacińska nazwa gatunkowa (dryophilus) pochodzi z języka greckiego i oznacza lubiący dęby, w rzeczywistości jednak gatunek ten rośnie nie tylko pod dębami, ale również pod wieloma innymi gatunkami drzew. Rośnie na ziemi wśród liści i traw, na podłożu zarówno kwaśnym, jak i alkalicznym, czasami także na martwych, powalonych pniach topoli osiki.
Na kapeluszach łysostopka pospolitego czasami występują narośla utworzone przez pasożytującego na nim grzyba Syzygospora mycetophila lub Syzygospora tumefaciens.

## Znaczenie
Grzyb jadalny jako grzyb domieszkowy, trzony się usuwa. W Polsce zazwyczaj nie jest zbierany przez grzybiarzy.